# 櫻花繪里
櫻花繪里（日语：桜花えり，1990年4月11日—），日本AV女優、前脫衣舞孃。所屬事務所是プロダクションオフィスブーム。

## 個人資料
- 出身於神奈川縣
- 身高158cm
- 三圍是B84cm（E-70）、W56cm、H88cm
- 血型是A型
- 興趣是和狗玩
- 擅長彈鋼琴和跳繩

## 簡歷
2010年3月以『サクラサク。』為出道作，在Premium出道。
同年4月在東京電視台的綜藝節目『ちょいとマスカット!』中演出。同時加入惠比壽麝香葡萄成為4期生。
2011年12月24日於官方部落格上宣布從AV女優引退。

## 電視演出
- ちょいとマスカット! （2010年4月7日 - 2010年9月29日、東京電視台）
- 桃のささやき #10（2010年11月10日初回放送、MONDO TV）

## 外部連結
- おかえりチャ〜ンネル （页面存档备份，存于） - 官方部落格（2010年10月2日 - 2012年2月21日）